# 16020 Тевелд
16020 Тевелд (16020 Tevelde) — астероїд головного поясу, відкритий 12 лютого 1999 року.
Тіссеранів параметр щодо Юпітера — 3,570.